# 胡里夫斯凯
胡里夫斯凯（烏克蘭語：Гурівське），2024年9月前名为佩爾紹特拉夫內韋（烏克蘭語：Першотравневе），是位於烏克蘭西南部的村莊，由敖德萨州羅茲迪利納區的新博里西夫卡市鎮負責管轄。該村始建於1923年，面積0.6平方公里，海拔高度153米，2001年人口395。
2024年9月19日，乌克兰最高拉达将此村的名字改为胡里夫斯凯。